# Duck Stab/Buster & Glen
Duck Stab/Buster & Glen (1978) es el quinto álbum del grupo estadounidense avant-garde, The Residents. Es el más accesible de la primera época de la banda, junto a Commercial Album (1980).
Unos meses antes fue precedido del EP Duck Stab, con las primeras siete canciones en distinto orden, y la misma portada.

## Lista de canciones
1. «Constantinople» - 2:23
2. «Sinister Exaggerator» - 3:28
3. «The Booker Tease» - 1:04
4. «Blue Rosebuds» - 3:08
5. «Laughing Song» - 2:12
6. «Bach Is Dead» - 1:12
7. «Elvis and His Boss» - 2:29
8. «Lizard Lady» - 1:54
9. «Semolina» - 2:48
10. «Birthday Boy» - 2:41
11. «Weight-Lifting Lulu» - 3:11
12. «Krafty Cheese» - 1:59
13. «Hello Skinny» - 2:41
14. «The Electrocutioner» - 3:20

- Bonus tracks Sólo en la reedición de 1987. Originalmente en el EP Diskomo (1980).

1. «Disaster»
2. «Plants»
3. «Farmers»
4. «Twinkle»